# Bilgaard
Bilgaard is een buurt in de wijk Bilgaard & Havankpark e.o. van de stad Leeuwarden, in de Nederlandse provincie Friesland. Het ligt aan de noordzijde van de stad tussen het Valeriuskwartier en de Vrijheidswijk. Bilgaard is een schoolvoorbeeld van de naoorlogse woningbouw; een stempelstructuurwijk ontworpen door Van den Broek en Bakema.
In de wijk wonen relatief veel ouderen en allochtonen. Er zijn veel betrekkelijk goedkope woningen in zowel laag- als hoogbouw. Het netto huishoudinkomen in Bilgaard ligt wat lager dan in de rest van Leeuwarden. De buurtcontacten zijn erg sterk.
Vanwege oplopende leegstand zijn drie flatgebouwen met huurwoningen gesloopt. Ook zijn er veel huurwoningen verkocht. Als gevolg van deze aanpak komt Bilgaard weer in balans. De wijkaanpak richt zich thans op verbetering, vervangende nieuwbouw en fysiek beheer.

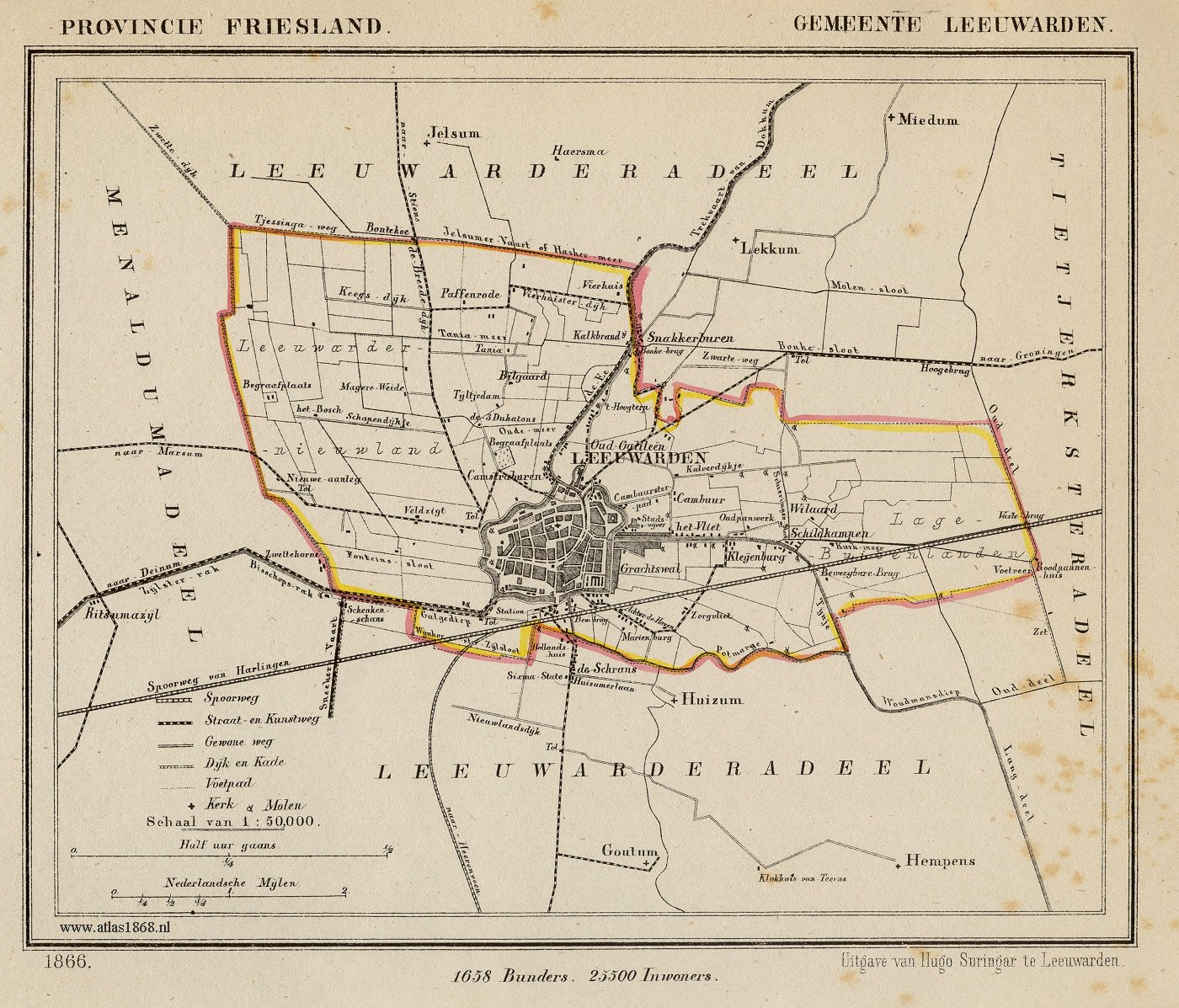
Boerderij Bilgaard op een kaart van de gemeente Leeuwarden uit 1866
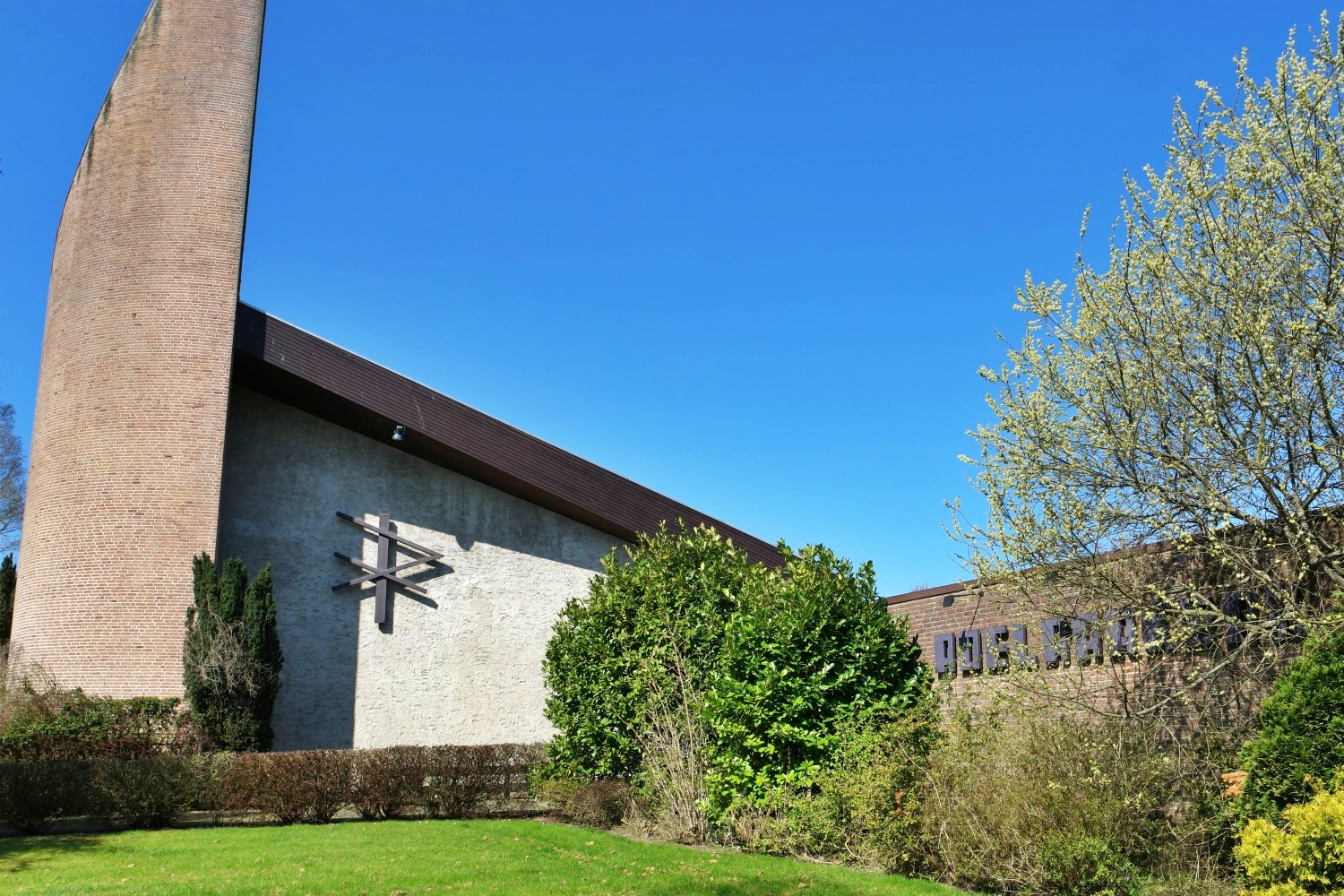
Adelaarkerk

## Trivia
- Het winkelcentrum van Bilgaard (de Bilgaardpassage) is op 24 augustus 2006 grotendeels door brand verwoest. Op 9 december 2010 opende burgemeester Ferd Crone het compleet vernieuwde winkelcentrum.
- Ten noorden van de wijk ligt sinds 1992 het Leeuwarderbos, een natuurgebied met onder andere het Taniameer, tevens ijsbaan van Bilgaard, inclusief een kampeerterrein rondom de voormalige state Taniaburg.